# Neurologisches Centralblatt
Neurologisches Centralblatt – niemieckie czasopismo medyczne, wydawane od 1882 do 1921 roku. Na jego łamach ukazywały się prace z dziedziny neurologii, neuropatologii i psychiatrii. Założycielem i redaktorem naczelnym periodyku był Emanuel Mendel, a po nim jego syn Kurt Mendel. Ukazało się czterdzieści roczników; zakończyło działalność w 1921 roku. Wydawane było przez Veit & Comp. Verlag z siedzibą w Lipsku; redakcja mieściła się w Berlinie-Pankow przy Breitestraße, po śmierci Emanuela Mendla przy Luisenstraße 21.
W czasopiśmie publikowano prace oryginalne, odczyty wygłaszane na spotkaniach towarzystw naukowych, referowano też doniesienia z innych czasopism, m.in. anglojęzycznych, węgierskich, polskich, czeskich i rosyjskich.